# Sistema electoral de les diputacions provincials
El sistema electoral de les diputacions provincials consisteix en l'elecció per sufragi indirecte dels diputats provincials que formen les diputacions provincials. Les normes jurídiques que afecten a aquest són l'article 141.2 de la Constitució espanyola de 1978 i els arts. 204-206, 208 i 209 de la Llei Orgànica de Règim Electoral General (LOREG).
Els diputats són elegits mitjançant sufragi indirecte de segon grau. La ciutadania d'una província elegeix directament els regidors i aquests elegeixen els diputats. El nombre de diputats provincials elegibles estan determinats pel nombre de residents de la província, marcat per l'art. 204.1 LOREG:
- 25 diputats - Fins a 500.000 residents
- 27 d. - 500.000 a 1.000.000 residents
- 31 d. - 1.000.001 a 3.500.000 residents
- 51 d. - 3.500.001 o més residents

El nombre de circumscripcions equival al nombre de partits judicials de la província. El nombre de diputats provincials estan distribuïts entre els partits judicials seguint un sistema d'igualació interterritorial relativa: cada partit judicial implica un diputat mínimament i la resta diputats és repartit de manera proporcional a la població resident amb el límit de més de 3/5 del nombre total de diputats provincials per partit judicial.

## Procediment d'elecció
Primer, es constitueixen els ajuntaments de la província.
Després, la Junta Electoral de Zona distribueix els diputats provincials per grup polític amb regidors seguint la fórmula D'Hondt, és a dir, concreta el nombre de diputats que correspon elegir als regidors.
Tercerament, es formen les llistes de candidats avalades per un terç dels regidors; en cinc dies següents a l'assignació de llocs feta per la Junta Electoral de Zona, aquesta convoca per separat als regidors dels grups polítics i les agrupacions d'electors amb escons a la Diputació Provincial perquè elegisquen d'entre les llistes de candidats als diputats que els corresponen més tres suplents, de manera que cada regidors té tants vots com diputats i suplents correspon elegir al seu grup polític o agrupació d'electors. Si el mateix grup polític o agrupació d'electors presenta més d'una llista, poden elegir indistintament als candidats de qualsevol de les llistes.
Són proclamats electes els candidats amb major nombre de vots obtinguts. En altres paraules, per majoria relativa.

## Diputats suplents
Si l'ocupació de la plaça de diputat fora esgotada pel diputat i els seus suplents, es faria una nova elecció del diputat corresponent a la partida judicial.